# Amalie Haehnel

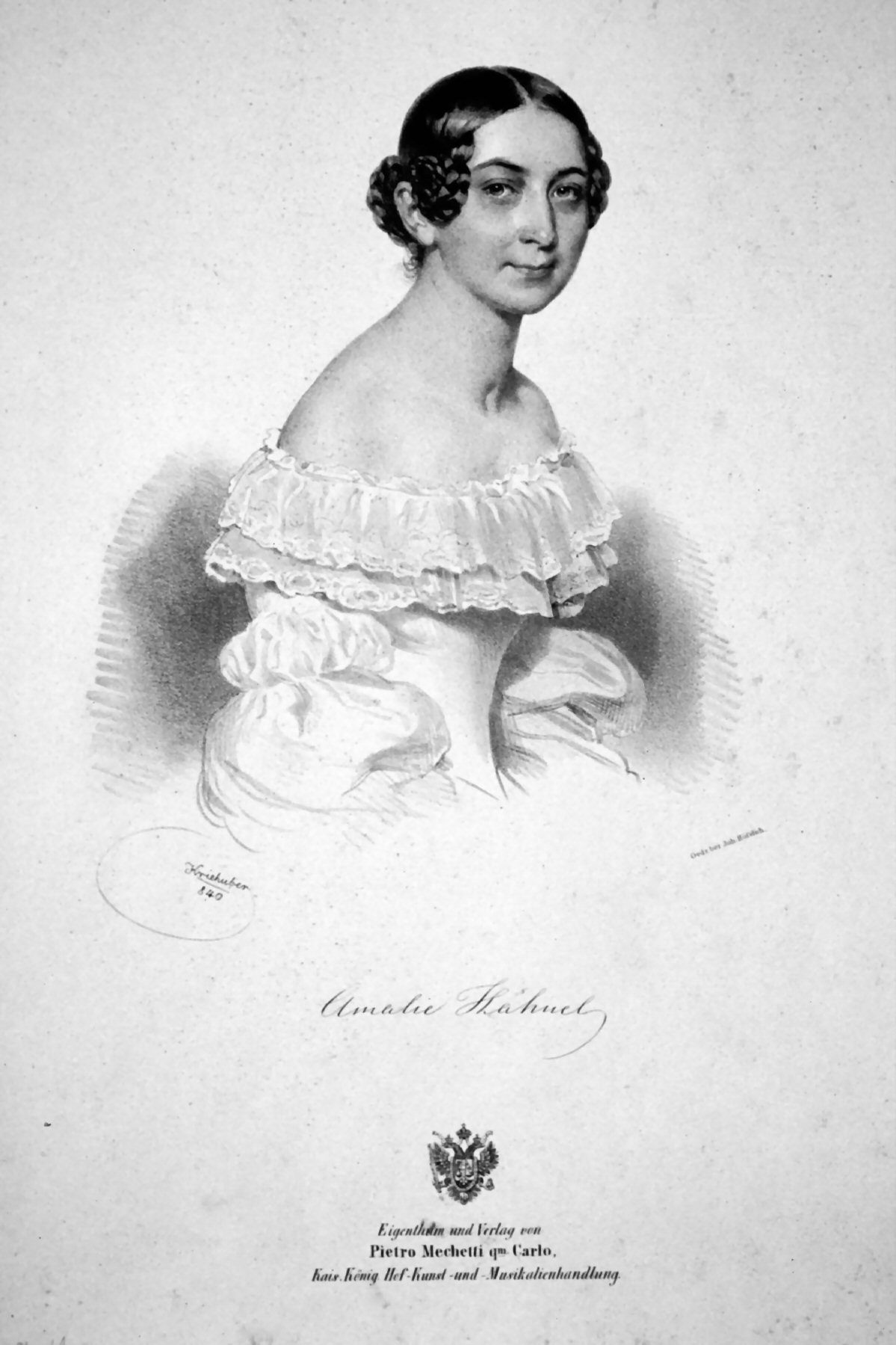
Amalie Haehnel

Amalie Haehnel, auch Amalie Hähnel, (1807 in Gießhübel (Böhmen) – 2. Mai 1849 in Wien) war eine österreichische Opernsängerin (Alt, Mezzosopran) und Gesangspädagogin.

## Leben
Amalie Haehnel kam mit ihrer Familie im Alter von sechs Jahren nach Wien und erhielt ihre musikalische Ausbildung bei Antonio Salieri und Giuseppe Ciccimara und trat zuerst als Konzertsängerin vor das Publikum. Schon damals hatte ihre Stimme einen Umfang von über zwei Oktaven, vom cis bis zum zweigestrichenen fis und ihr Debüt erregte Aufsehen. Haehnels Theaterlaufbahn begann mit ihrer Darbietung der „Rosine“ im Barbier von Sevilla an der Wiener Hofoper.
Anschließend nahm sie Engagements an mehreren österreichischen Bühnen an und folgte 1832 schließlich einem Ruf an das Königstädtische Theater in Berlin. Dort wirkte sie mit großem Erfolg und wurde bald der Liebling des Publikums. 1841 berief man sie an die Königliche Bühne und zeichnete sie für ihre Leistungen mit dem Titel einer Kammersängerin aus. 1845 trat sie in den Verband des Hoftheaters und wirkte nunmehr als Stimmbildnerin. 
Nach ihrem Rückzug von der öffentlichen Bühne trat sie oft auf den Sonntagsmusiken Fanny Hensels auf.
Amalie Haehnel starb an den Folgen einer Bauchfelltuberkulose, sie wurde am 4. Mai 1849 in Wien beerdigt.

## Schüler (Auswahl)
- Clara Stich